# Schroth (Guttenberg)
Schroth ist eine Wüstung auf dem Gemeindegebiet von Guttenberg im Landkreis Kulmbach (Oberfranken, Bayern).

## Geografie
Die ehemalige Einöde mit eigener Hausnummer lag auf einer Höhe von 451 m ü. NHN im Tal eines namenlosen Baches,  der 400 Meter südlich als rechter Zufluss in den Liesbach mündet. Zu dem Anwesen gehörten 2,7 ha Land, das überwiegend aus Acker- und Grünflächen bestand. Dieses war allseits von Wald umgeben. Ein Weg führte 400 Meter nördlich nach Pfaffenreuth.

## Geschichte
Gegen Ende des 18. Jahrhunderts bestand Schroth aus einem Anwesen. Das Hochgericht übte das Burggericht Guttenberg aus. Es hatte ggf. an das bambergische Centamt Marktschorgast auszuliefern. Grundherr des Hauses war das Burggericht Guttenberg. Die zuständige Pfarrei war St. Georg in Guttenberg (evangelisch-lutherisch).
Mit dem Gemeindeedikt wurde Schroth dem 1812 gebildeten Steuerdistrikt Guttenberg und der im selben Jahr gebildeten Gemeinde Guttenberg zugewiesen. 1818 gab es weiterhin nur ein Anwesen. 1885 lebten in „Schrott“ drei Einwohner. Weitere Einträge in Ortsverzeichnissen und topographischen Karten gibt es nicht. Vermutlich wurde das Anwesen zu dem in der Nähe Pfaffenreuth gerechnet. Wann dieses abgerissen wurde, ist unklar.